# Marcius (ziener)

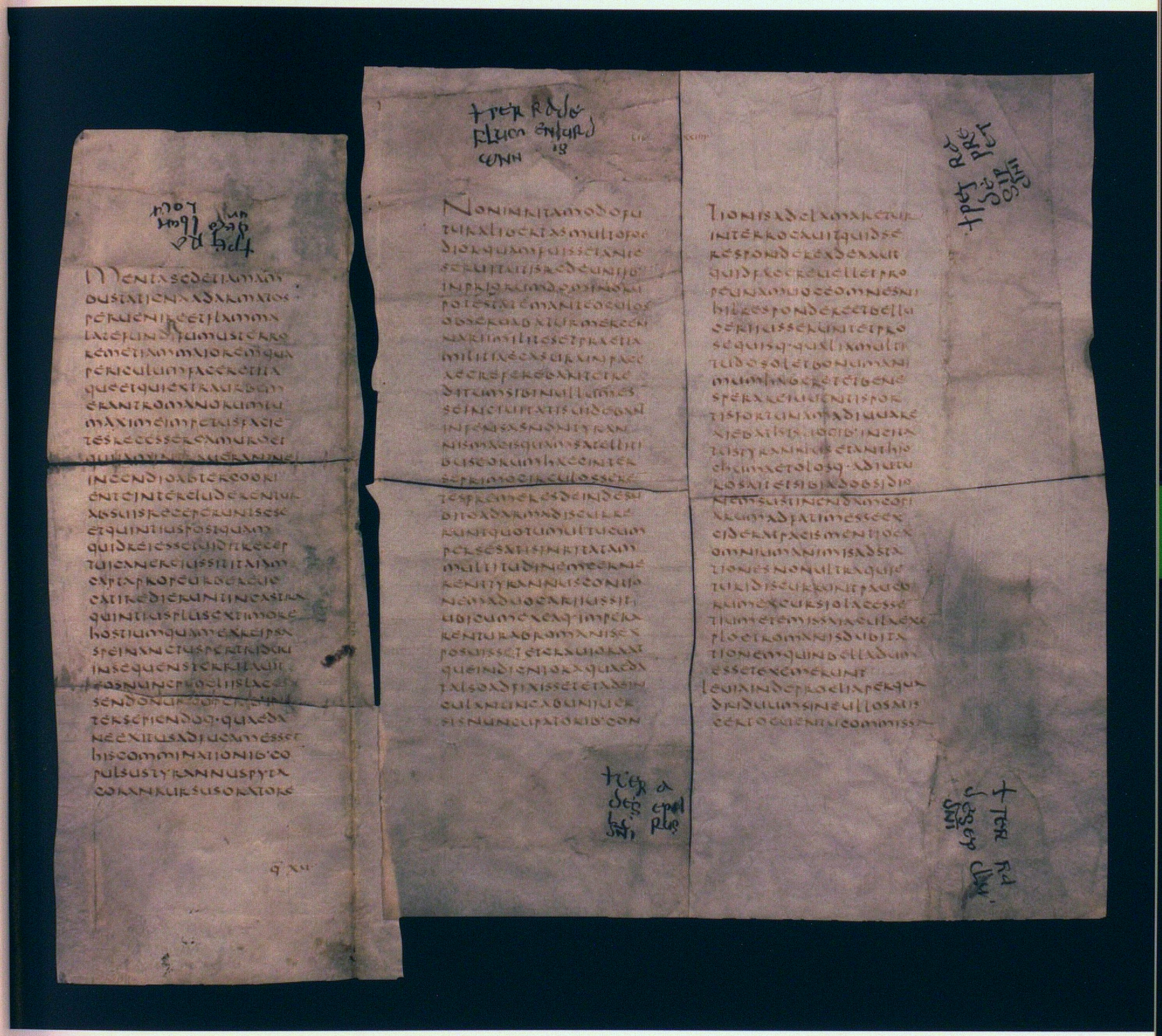
Ab Urbe Condita door Titus Livius, een versie in de Vaticaanse musea

Marcius was een waarzegger (3e eeuw v.Chr.) die, volgens Titus Livius, een boek met voorspellingen had geschreven. Livius schreef over Marcius in zijn werk Ab Urbe Condita, boek 25:12. Livius noemde hem vater illustris of beroemd ziener.
Naast Titus Livius citeren Festus en Plinius de Oudere Marcius in het enkelvoud. Cicero schreef evenwel over twee broers-zieners: de Marcii, in het meervoud.

## Marciana Carmina
Het boek met voorspellingen was getiteld Marciana Carmina en betekent zoveel als gezangen of gebeden van Marcius. Het boek werd ontdekt in 213 v.Chr. Hierin zou Marcius de nederlaag van de Romeinen in de Slag bij Cannae voorspeld hebben; Hannibal was de grote overwinnaar in deze veldslag tijdens de Tweede Punische Oorlog. In datzelfde boek zou eveneens voorspeld zijn dat de Romeinen een volgende veldslag zouden winnen. Dit boek kwam op een moment dat Rome volledig in paniek was voor de oprukkende troepen van Hannibal. 
Op basis van de Marciana Carmina startte de Senaat met de Ludi Apollinares, de publiek-religieuze spelen om de god Apollo gunstig te stemmen. Hieruit leidden historici af dat Marcius wel eens een Griek kon zijn of minstens in contact stond met Oud-Griekse steden in het westen van de Middellandse Zee.